# 安徽新闻出版职业技术学院
安徽新闻出版职业技术学院（英文：Anhui Vocational College of Press and Publishing），为安徽省合肥市的一所公办全日制普通高等职业技术学院，隶属于安徽省新闻出版广电局。

## 历史
该校是在合肥中德印刷培训中心、安徽新闻出版学校的基础上成立，是中德两国政府在新闻出版领域的合作项目。2004年6月，安徽省人民政府正式批准成立安徽新闻出版职业技术学院。2016年1月，长三角新闻出版职教创新联盟成立，学校成为首批成员单位。

## 院系设置
学校设有六个教学机构及实验实训中心、图书信息中心两个教辅机构，开设30个专业，其中省级特色专业6个，省级专业试点改革专业4个。
- 印刷包装系
- 新闻传播系
- 艺术设计系
- 经济管理系
- 基础教学部
- 思想政治理论课教学部

## 师生概况
学校现有教职工244人，专任教师200人，其中副高级以上52人，硕士以上137人，“双师型”教师62人，全国新闻出版领军人才1人、安徽省学术和技术带头人1人、安徽省宣传文化领域拔尖人才3人，安徽省教学名师8人、安徽省专业带头人6人。现有在校生4500余人。